# Listan
Listan var ett musikprogram på Sveriges Television som sändes på Kanal 1 1987–1991. Programupplägget var att visa en topplista med endast svenska musikvideor vars placeringar byggde på singel- och albumförsäljningen i Sverige. Så småningom utvecklades programmet till att inte bara redovisa listan utan hade en ramhandling som omgav listpresentationen. Programmet ersattes 1991 av Popitopp.

## Första säsongen (1987)
Tio program sändes på torsdagarna under hösten 1987 var fjortonde dag med start 10 september. Programledarna Staffan Dopping och Annika Jankell redovisade de 20 populäraste svenska låtarna samt fem nykomlingar ("bubblare"). De 20 i topp räknades fram efter en rundringning till omkring 200 skivaffärer som gav svar på vilka melodier som sålt mest. Bubblarna valdes ut av en jury. Programmet presenterades som "20 i topp och 5 som vill opp av svenskt som är pop presenteras nonstop". Säsongen avslutades med Nyårslistan 31 december. Listan var det första TV-programmet som producerades av Sonet Media AB.

## Andra säsongen (1988)
Det tio programmen sändes nu på måndagarna var fjortonde dag med start 18 januari 1988. Efter denna säsong slutade Staffan Dopping och började på TV3. Flera av Sveriges dansband klagade på att de sällan eller aldrig kom med på Listan trots att de sålde fler skivor. TV-producenten Lennart Wetterholm förklarade detta med att försäljningssiffrorna från GLF baserade sig på skivaffärer och varuhus och inte från bensinmackar.

## Tredje säsongen (1988–1989)
Programmet flyttades tillbaka till torsdagar och sex program sändes varannan vecka med start 13 oktober 1988. Efter årsskiftet sändes Listan på tisdagar med åtta program var fjortonde dag från 10 januari 1989. Annika Jankell var ensam programledare. 

## Fjärde säsongen (1989)
Innehöll sju program som mestadels sändes på onsdagarna varannan vecka från september till november 1989. Bubblarna, fyra till antalet, sändes i separata program, Bubblare, med start 1 september. Programledare Annika Jankell. Säsongsavslutet sändes 29 november.

## Femte säsongen (1990)
Åtta program som sändes på onsdagarna var fjortonde dag från 24 januari till 16 maj. Detta blev sista säsongen med Annika Jankell.

## Sjätte säsongen (1990)
Nio program som sändes på torsdagarna varannan vecka från 23 augusti till 13 december. Blossom Tainton och Peter Wahlbeck var nya programledare och programmet presenterades som "Nykomlingar och Bubblare, raketer och ras!". Listan spelades in med publik på Melody i Kungsträdgården i Stockholm och i och med att bubblarna var tillbaka blev sändningstiden 45 minuter.

## Sjunde säsongen (1991)
Nio program med Martin Timell som ny programledare. Sista säsongen sändes på torsdagarna var fjortonde dag från 5 september till 26 december.